# Порто Емпедокле
По̀рто Емпѐдокле (на италиански: Porto Empedocle, на сицилиански Marina di Girgenti, Марина ди Джирдженти) е пристанищен град и община в Южна Италия, провинция Агридженто, автономен регион и остров Сицилия. Разположен е на южния бряг на острова на Средиземно море. Населението на общината е 16 809 души (към 2012 г.).